# 157-я горнопехотная дивизия
157-я горнопехотная дивизия (нем. 157. Gebirgs-Division) — боевое соединение вермахта, как стандартная горнопехотная дивизия. 27 февраля 1945 года переименована в 8-ю горнопехотную дивизию.

## История
157-я горнопехотная дивизия была сформирована 1 сентября 1944 года в VII военном округе, Мюнхен из 157-й резервной дивизии.
После вторжения союзников на юге Франции 15 августа 1944 года, дивизия использовалась против большой группы партизан, диверсантов и десантников союзнических войск в районах, в Безансоне, Лионе, Гренобле и Авиньон.
После окончания обороны перебрасывается обратно к франко-итальянской границе с целью защиты горных перевалов в Западных Альпах. 27 февраля 1945-го переименована в 8-ю и переброшена на Юго-запад. В январе 1945 года переброшена на юг к Болонье, в качестве резерва группы армий «C».
Дивизия участвует в тяжёлых оборонительных боях в Апеннинах, откатившись до реки По. После последней миссии на озере Гарда и долине реки Адидже остатки дивизии 8 мая 1945 года сдаются.

## Организация
- 296-й горнопехотный полк
- 297-й горнопехотный полк
- 1057-й горный артиллерийский полк
- 1057-й резервный батальон
- 1057-й противотанковый отряд
- 1057-й горный инженерный отряд
- 1057-й разведывательный отряд
- 1057-е управление снабжения

## Командующие
Генерал-лейтенант Пауль Шрикер (нем. Paul Schricker)